# مارفن غريفز
مارفن غريفز (بالإنجليزية: Marvin Graves)‏ هو لاعب كرة قدم أمريكية ولاعب كرة قدم كندية أمريكي، ولد في 7 فبراير 1971.
1. 1 2   https://www.sports-reference.com/cfb/players/marvin-graves-1.html. {{استشهاد ويب}}: |url= بحاجة لعنوان (مساعدة) والوسيط |title= غير موجود أو فارغ (من ويكي بيانات) (مساعدة)